# Liste der Straßen in Hamburg-Lurup

Lage von Lurup in Hamburg und im Bezirk Altona (hellrot)

Die Liste der Straßen in Hamburg-Lurup ist eine Übersicht der im Hamburger Stadtteil Lurup vorhandenen Straßen. Sie ist Teil der Liste der Verkehrsflächen in Hamburg.

## Überblick
In Lurup (Ortsteilnummer 220) leben 37451 Einwohner (Stand: 31. Dezember 2023) auf 6,3 km². Lurup liegt in den Postleitzahlenbereichen 22525, 22547, 22549.
In Lurup gibt es 122 benannte Verkehrsflächen. Viele Straßen sind nach Flüssen benannt, die sich in folgende Motivgruppen unterteilen:
- „Oder und ihre Nebenflüsse“
- „Flüsse in Brandenburg“
- „Flüsse in Mecklenburg-Vorpommern“

Ferner gibt es zwischen Luruper Hauptstraße und Flaßbarg eine Motivgruppe mit Tieren (überwiegend Geflügel), hier befand sich früher das Gelände eines Kleintierzuchtvereins. Über den Stadtteil verteilt tragen darüber hinaus zahlreiche Straßen Vogelnamen.

## Übersicht der Straßen
Die nachfolgende Tabelle gibt eine Übersicht über alle benannten Verkehrsflächen – Straßen, Plätze und Brücken – im Stadtteil sowie einige dazugehörige Informationen. Im Einzelnen sind dies:
- Name/Lage: aktuelle Bezeichnung der Straße, des Platzes oder der Brücke. Über den Link (Lage) kann die Straße, der Platz oder die Brücke auf verschiedenen Kartendiensten angezeigt werden. Die Geoposition gibt dabei ungefähr die Mitte an. Bei längeren Straßen, die durch zwei oder mehr Stadtteile führen, kann es daher sein, dass die Koordinate in einem anderen Stadtteil liegt.
- Straßenschlüssel: amtlicher Straßenschlüssel, bestehend aus einem Buchstaben (Anfangsbuchstabe der Straße, des Platzes oder der Brücke) und einer dreistelligen Nummer.
- Länge/Maße in Metern:
Hinweis: Die in der Übersicht enthaltenen Längenangaben sind nach mathematischen Regeln auf- oder abgerundete Übersichtswerte, die im Digitalen Atlas Nord[1] mit dem dortigen Maßstab ermittelt wurden. Sie dienen eher Vergleichszwecken und werden, sofern amtliche Werte bekannt sind, ausgetauscht und gesondert gekennzeichnet.
Bei Plätzen sind die Maße in der Form a × b bei rechteckigen Anlagen oder a × b × c bei dreiecksförmigen Anlagen mit a als längster Kante dargestellt.
Der Zusatz (im Stadtteil) gibt an, wie lang die Straße innerhalb des Stadtteils ist, sofern sie durch mehrere Stadtteile verläuft.
- Namensherkunft: Ursprung oder Bezug des Namens.
- Datum der Benennung: Jahr der offiziellen Benennung oder der Ersterwähnung eines Namens, bei Unsicherheiten auch die Angabe eines Zeitraums.
- Anmerkungen: Weitere Informationen bezüglich anliegender Institutionen, der Geschichte der Straße, historischer Bezeichnungen, Baudenkmale usw.
- Bild: Foto der Straße oder eines anliegenden Objektes.

| Name/Lage                   | Straßen- schlüssel | Länge/Maße (in Metern) | Namensherkunft | Datum der Benennung | Anmerkungen | Bild                       |
| --------------------------- | ------------------ | ---------------------- | --- | ------------------- | --- | -------------------------- |
| Achtern Barls (Lage)        | A627               | 0080                   | nach einem Flurnamen | 1983                | niederdeutsch achtern = hinterm | Achtern Barls              |
| Achtern Moor (Lage)         | A629               | 0070                   | nach einer Flurbezeichnung | 1984                | niederdeutsch achtern = hinterm | Achtern Moor               |
| Achtern Styg (Lage)         | A021               | 1005                   | nach einem Flurnamen | 1927                | Das Wort „Styg“ leitet sich vom mittelniederdeutschen Ausdruck „Stuvete“ (Gestrüpp) ab, „Achtern Styg“ bedeutet also „hinterm Gebüsch“; südliche Straßenhälfte in Bahrenfeld. | Achtern Styg               |
| Ackerstieg (Lage)           | A025               | 0295                   | nach der Funktion zu einem ehemaligen Acker führend | 1931                | | Ackerstieg                 |
| Akeleiweg (Lage)            | A058               | 0160 (im Stadtteil)    | nach dem gleichnamigen Hahnenfußgewächs | 1950                | südlich der Straße Achtern Styg in Bahrenfeld | Akeleiweg (Lurup)          |
| Am Barls (Lage)             | A190               | 0415                   | nach einem Flurnamen | 1930                | | Am Barls                   |
| Am Kratt (Lage)             | A278               | 0350                   | nach einem Flurnamen | 1932                | Ein Kratt ist ein Gehölz, das aus dem Buschwerk verkrüppelter Eichen besteht. | Am Kratt                   |
| Ammernweg (Lage)            | A381               | 0150                   | nach der gleichnamigen Vogelfamilie | 1932                | | Ammernweg                  |
| Am Sprützmoorgraben (Lage)  | A694               | 0250                   | nach der Lage | 2002                | | Am Sprützmoorgraben        |
| Am Sumpfgraben (Lage)       | A622               | 0160                   | nach der Lage | 1983                | | Am Sumpfgraben             |
| Bachstelzenweg (Lage)       | B845               | 0130                   | nach der gleichnamigen Singvogelart | 1988                | | Bachstelzenweg             |
| Baumläuferweg (Lage)        | B107               | 0155                   | nach dem gleichnamigen Sperlingsvogel | 1953                | | Baumläuferweg              |
| Binsenort (Lage)            | B355               | 0445                   | nach einem Flurnamen | 1929                | | Binsenort                  |
| Bleßhuhnweg (Lage)          | B400               | 0145                   | nach der gleichnamigen Vogelart | 1955                | | Bleßhuhnweg                |
| Boberstraße (Lage)          | B422               | 0190                   | Bober, Nebenfluss der Oder | 1962                | Motivgruppe: „Oder und Nebenflüsse“ | Boberstraße                |
| Bornheide (Lage)            | B497               | 0405 (im Stadtteil)    | nach dem Flurnamen Achtern Bornheide | 1967                | südlich des Glückstädter Wegs in Osdorf | Bornheide                  |
| Böttcherkamp (Lage)         | B450               | 2210                   | nach dem Handwerksberuf | 1928                | | Böttcherkamp               |
| Böverstland (Lage)          | B453               | 0210                   | nach einem Flurnamen | 1929                | niederdeutsch böverst = oberes | Böverstland                |
| Brachvogelweg (Lage)        | B529               | 0145                   | nach dem gleichnamigen Schnepfenvogel | 1950                | | Brachvogelweg              |
| Brander Weg (Lage)          | B784               | 0170                   | Brande, Ortsteil der Gemeinde Halstenbek | 1975                | | Brander Weg                |
| Brooksheide (Lage)          | B620               | 0375                   | nach einem Flurnamen für tief gelegenes Heidebruchland | 1929                | | Brooksheide                |
| Buntspechtweg (Lage)        | B711               | 0245                   | nach der gleichnamigen Vogelart | 1949                | | Buntspechtweg              |
| Dahmeweg (Lage)             | D010               | 0135                   | Dahme, Nebenfluss der Spree | 1962                | Motivgruppe: „Flüsse in Brandenburg“ | Dahmeweg                   |
| Dannenkamp (Lage)           | D037               | 0135                   | nach einem Flurnamen | 1932                | niederdeutsch Dannen = Tannen | Dannenkamp                 |
| Depenkamp (Lage)            | D074               | 0380                   | nach einem Flurnamen | 1932                | niederdeutsch de(e)p = tief | Depenkamp                  |
| Dosseweg (Lage)             | D169               | 0135                   | Dosse, Nebenfluss der Havel | 1962                | Motivgruppe: „Flüsse in Brandenburg“ | Dosseweg                   |
| Eckhoffplatz (Lage)         | E017               | 0160                   | Claus Eckhoff (1866–1950), Gemeindevorsteher in Lurup von 1897 bis 1927 | 1962                | | Eckhoffplatz               |
| Elbgaustraße (Lage)         | E124               | 1800 (im Stadtteil)    | frei gewählter Name | 1928                | nördlich der Gleise von S- und Fernbahn in Eidelstedt | Elbgaustraße               |
| Elbkamp (Lage)              | E127               | 0355                   | nach der Funktion: zur Kleingartensiedlung „Elbkamp“ führend | 1949                | | Elbkamp                    |
| Elly-See-Straße (Lage)      | E353               | 0330                   | Elly See (1930–2013), Ehrenvorsitzende des SV Lurup und Mitbegründerin der Interessen-Gemeinschaft der Altonaer Sportvereine                                                                               | 2016                | | Elly-See-Straße            |
| Engelbrechtstieg (Lage)     | E278               | 0110                   | in Anlehnung an den Engelbrechtweg | 1971                | Südliche Straßenhälfte in Lurup, nördliche Hälfte in Schenefeld im Kreis Pinneberg in Schleswig-Holstein. | Engelbrechtstieg           |
| Engelbrechtweg (Lage)       | E183               | 0585                   | Joh. Engelbrecht (1859–1931), Justiziar, besaß hier Grundbesitz | 1932                | Nördlich des Engelbrechtstiegs verläuft die Grenze zwischen Hamburg und Schleswig-Holstein in der Straßenmitte. | Engelbrechtweg             |
| Entenweg (Lage)             | E187               | 0420                   | unter Bezug auf das Gelände, das früher einem Kleintierzuchtverein gehörte | 1932                | Motivgruppe: „Kleintiere“ | Entenweg                   |
| Fahrenort (Lage)            | F012               | 1365                   | nach einem Flurnamen | 1929                | | Fahrenort                  |
| Fangdieckstraße (Lage)      | F028               | 0870 (im Stadtteil)    | nach einer Flurbezeichnung | vor 1927            | Gemeint ist ein Teich (niederdeutsch Die(c)k), in dem Wasser für die Eidelstedter Wassermühle aufgefangen wurde. Zwischen Elbgaustraße und Hausnummer 85 vollständig im Stadtteil, weiter östlich für ca. 280 Meter nur die Grundstücke auf der Südseite; Nordseite und komplette Straßenfläche auf diesem Teilstück in Eidelstedt, wie auch der gesamte weitere östliche Verlauf bis Schnackenburgallee.                          | Fangdieckstraße (HH-Lurup) |
| Farnhornstieg (Lage)        | F038               | 0100 (im Stadtteil)    | in Anlehnung an den Farnhornweg | 1952                | nur nördliche Straßenhälfte zwischen Hellgrundweg und der Mühlenau in Lurup, südliche Hälfte in Bahrenfeld, östlich der Mühlenau in Eidelstedt | Farnhornstieg              |
| Farnhornweg (Lage)          | F039               | 1065                   | nach einer Flurbezeichnung | 1949                | | Farnhornweg                |
| Flaßbarg (Lage)             | F143               | 0950                   | nach einer Flurbezeichnung | 1929                | | Flaßbarg                   |
| Flaßmoor (Lage)             | F144               | 0150                   | nach einer Flurbezeichnung | 1957                | | Flaßmoor                   |
| Flaßweg (Lage)              | F145               | 0390                   | nach dem Flurnamen Flaßberg | 1933                | nördliche Straßenhälfte in Schenefeld | Flaßweg                    |
| Flurstraße (Lage)           | F167               | 1365 (im Stadtteil)    | frei gewählter Name | 1928                | Straßenverlauf von Nord nach Süd: Zwischen Luruper Hauptstraße und Glückstädter Weg komplett in Lurup, zwischen Glückstädter Weg und Achtern Styg nur die Grundstücke auf der Ostseite, zwischen Achtern Styg und Osdorfer Landstraße liegen die östlichen Grundstücke in Bahrenfeld, die Grundstücke auf der Westseite und die komplette Straßenfläche befinden sich zwischen Glückstädter Weg und Osdorfer Landstraße in Osdorf. | Flurstraße                 |
| Franzosenkoppel (Lage)      | F207               | 1570                   | nach einem Weg, den französische Soldaten während der Hamburger Franzosenzeit zu ihrem Appellplatz nach Eidelstedt anlegten                                                                                | 1949                | | Franzosenkoppel            |
| Friedrichshulder Weg (Lage) | F241               | 1915                   | nach dem bei Schenefeld gelegenen Gut Friedrichshulde | 1930                | von der Landesgrenze bis etwa Hausnummer 8 nördliche Straßenhälfte in Eidelstedt | Friedrichshulder Weg       |
| Gänsestieg (Lage)           | G006               | 0400                   | unter Bezug auf das Gelände, das früher einem Kleintierzuchtverein gehörte | 1932                | Motivgruppe: „Kleintiere“ | Gänsestieg                 |
| Glückstädter Weg (Lage)     | G123               | 0960                   | Glückstadt, Stadt im Kreis Steinburg in Schleswig-Holstein | 1949                | Grundstücke auf der Nordseite in Lurup, Straßenfläche und südlich gelegene Grundstücke in Osdorf. Hiess mal Heckenweg. | Glückstädter Weg           |
| Gockelstieg (Lage)          | G126               | 0365                   | unter Bezug auf das Gelände, das früher einem Kleintierzuchtverein gehörte | 1932                | Motivgruppe: „Kleintiere“ | Gockelstieg                |
| Goldhähnchenstieg (Lage)    | G157               | 0325                   | nach der Singvogelart | 1949                | | Goldhähnchenstieg          |
| Grandkuhlenweg (Lage)       | G357               | 0695                   | nach früher hier gelegenen Kiesgruben | 1969                | | Grandkuhlenweg             |
| Grünspechtweg (Lage)        | G399               | 0250                   | nach der gleichnamigen Vogelart | 1977                | | Grünspechtweg              |
| Hagebuttenweg (Lage)        | H034               | 0190                   | nach den gleichnamigen Früchten verschiedener Rosenarten | 1932                | | Hagebuttenweg              |
| Hanfstieg (Lage)            | H098               | 0565                   | nach der gleichnamigen Pflanzengattung | 1932                | | Hanfstieg                  |
| Haselbusch (Lage)           | H160               | 0180                   | nach dem gleichnamigen Birkengewächs | 1932                | | Haselbusch                 |
| Hellgrundweg (Lage)         | H329               | 0420 (im Stadtteil)    | nach einem Flurnamen | 1929                | nördlich der Kreuzung Farnhornweg/Farnhornstieg in Lurup, ebenso südlich davon auf etwa 155 Metern die westliche Straßenhälfte, östliche Straßenhälfte und weiterer südlicher Verlauf in Hamburg-Bahrenfeld | Hellgrundweg               |
| Hennenstieg (Lage)          | H315               | 0315                   | unter Bezug auf das Gelände, das früher einem Kleintierzuchtverein gehörte | 1932                | Motivgruppe: „Kleintiere“ | Hennenstieg                |
| Herbststieg (Lage)          | H357               | 0130                   | nach der Jahreszeit | 1934                | | Herbststieg                |
| Hermann-Löns-Straße (Lage)  | H755               | 0025 (im Stadtteil)    | Hermann Löns (1866–1914), Journalist und Schriftsteller | 1978                | Die Straße kommt aus Schenefeld und wird auf Hamburger Gebiet unter gleichem Namen weitergeführt. | Hermann-Löns-Straße        |
| Jan-Külper-Weg (Lage)       | J149               | 0180                   | Johann Külper (1890–1976), Rektor der zunächst einzigen Luruper Schule, die er von 1945 bis 1956 leitete                                                                                                   | 2009                | | Jan-Külper-Weg             |
| Jevenstedter Straße (Lage)  | J051               | 1575                   | Jevenstedt, Gemeinde im Kreis Rendsburg-Eckernförde in Schleswig-Holstein | 1949                | vor 1949: Eckhoffstraße | Jevenstedter Straße        |
| Karl-Heinz-Krahn-Weg (Lage) | K585               | 0160                   | Karl-Heinz Krahn (1915–1981), Leiter des Ortsamts Blankenese von 1961 bis 1980 | 1984                | | Karl-Heinz-Krahn-Weg       |
| Katzbachstraße (Lage)       | K111               | 0495                   | Katzbach (poln. Kaczawa), Nebenfluss der Oder | 1962                | Motivgruppe: „Oder und Nebenflüsse“ | Katzbachstraße             |
| Kempelbarg (Lage)           | K132               | 0210                   | möglicherweise auf die Flurbezeichnung Hempbarg zurückzuführen | 1928                | | Kempelbarg                 |
| Kernbeißerweg (Lage)        | K137               | 0140                   | nach der gleichnamigen Finkenart | 1955                | | Kernbeißerweg              |
| Kleiberweg (Lage)           | K222               | 0745                   | nach der gleichnamigen Vogelart | 1949                | | Kleiberweg                 |
| Kleinworts Höh (Lage)       | K256               | 0175                   | nach der seit 1879 in Lurup ansässigen Bauernfamilie Kleinwort | vor 1934            | | Kleinworts Höh             |
| Knüllkamp (Lage)            | K302               | 0190                   | nach einem Flurnamen (Knüll = Erhebung) | 1958                | | Knüllkamp                  |
| Koppelbarg (Lage)           | K368               | 0320                   | nach einem Flurnamen | 1929                | | Koppelbarg                 |
| Kressenweg (Lage)           | K421               | 0525                   | nach einer namentlich nicht genannten Art aus der Gattung Kressen | 1967                | | Kressenweg                 |
| Kroonhorst (Lage)           | K451               | 0275 (im Stadtteil)    | nach einem Flurnamen | 1967                | niederdeutsch Kroon/Kraan= Kranich südlich des Glückstädter Wegs in Osdorf | Kroonhorst                 |
| Kükenstieg (Lage)           | K479               | 0235                   | unter Bezug auf das Gelände, das früher einem Kleintierzuchtverein gehörte | 1932                | Motivgruppe: „Kleintiere“ | Kükenstieg                 |
| Langbargheide (Lage)        | L027               | 0705                   | nach einer Flurbezeichnung | 1931                | | Langbargheide              |
| Laubsängerweg (Lage)        | L080               | 0280                   | nach dem gleichnamigen Singvogel | 1955                | | Laubsängerweg              |
| Limosenweg (Lage)           | L180               | 0465                   | nach einer Bezeichnung für die Uferschnepfe | 1932                | | Limosenweg                 |
| Luckmoor (Lage)             | L268               | 0675                   | nach einem Flurnamen | 1929                | | Luckmoor                   |
| Lüdersring (Lage)           | L278               | 0815                   | Franz Hinrich Lüders, erster namentlich bekannter Einwohner Lurups (1746) | 1967                | | Lüdersring                 |
| Luruper Drift (Lage)        | L358               | 0465 (im Stadtteil)    | in Anlehnung an den früheren Namen Flottbeker Drift | 1977                | südlich der Straße Achtern Styg in Bahrenfeld | Luruper Drift              |
| Luruper Hauptstraße (Lage)  | L319               | 2845 (im Stadtteil)    | nach der Lage im Stadtteil | 1929                | zwischen Stadionstraße und dem Grundstück mit der Hausnummer 12 in Bahrenfeld, von Haus Nr. 12 bis Achtern Styg nur die westliche Straßenhälfte, ansonsten in Lurup | Luruper Hauptstraße        |
| Lüttkamp (Lage)             | L296               | 1515                   | nach einem Flurnamen | 1928                | niederdeutsch lütt = klein | Lüttkamp                   |
| Moorwisch (Lage)            | M356               | 0310                   | nach einem Flurnamen | 1970                | niederdeutsch Wisch = Wiese | Moorwisch                  |
| Morgenröteweg (Lage)        | M304               | 0275                   | nach der Lage beim ehemaligen Kleingartenverein „Morgenröte e. V.“ | 1967                | | Morgenröteweg              |
| Neißestraße (Lage)          | N025               | 0455                   | Lausitzer Neiße, Nebenfluss der Oder | 1960                | Motivgruppe: „Oder und Nebenflüsse“ | Neißestraße                |
| Netzestraße (Lage)          | N042               | 0485                   | Netze, Nebenfluss der Warthe | 1960                | | Netzestraße                |
| Nienhöfener Weg (Lage)      | N221               | 0245                   | Nienhöfen, Ortsteil von Halstenbek | 1985                | | Nienhöfener Weg            |
| Oderstraße (Lage)           | O027               | 0735                   | Oder, deutsch-polnischer Grenzfluss | 1960                | Motivgruppe: „Oder und Nebenflüsse“ | Oderstraße                 |
| Ohlestraße (Lage)           | O061               | 0530                   | Ohle (poln. Oława), Nebenfluss der Oder | 1960                | Motivgruppe: „Oder und Nebenflüsse“ | Ohlestraße                 |
| Peenestraße (Lage)          | P055               | 0235                   | Peene, Fluss in Mecklenburg-Vorpommern | 1960                | Motivgruppe: „Flüsse in Mecklenburg-Vorpommern“ | Peenestraße                |
| Perlhuhnweg (Lage)          | P070               | 0110                   | nach dem gleichnamigen Hühnervogel | 1954                | | Perlhuhnweg                |
| Poggenpool (Lage)           | P248               | 0080                   | nach einem Flurnamen | 1984                | niederdeutsch Pogg = Frosch | Poggenpool                 |
| Puterweg (Lage)             | P221               | 0150                   | unter Bezug auf das Gelände, das früher einem Kleintierzuchtverein gehörte | 1932                | Motivgruppe: „Kleintiere“ | Puterweg                   |
| Randowstraße (Lage)         | R391               | 0505                   | Randow, Fluss in Brandenburg | 1971                | Motivgruppe: „Flüsse in Brandenburg“ | Randowstraße               |
| Rapsweg (Lage)              | R050               | 0230                   | nach dem gleichnamigen Kreuzblütengewächs | 1932                | | Rapsweg                    |
| Recknitzstraße (Lage)       | R070               | 0200                   | Recknitz, Fluss in Mecklenburg-Vorpommern | 1960                | Motivgruppe: „Flüsse in Mecklenburg-Vorpommern“ | Recknitzstraße             |
| Ringeltaubenweg (Lage)      | R201               | 0210                   | nach der gleichnamigen Taubenart | 1951                | | Ringeltaubenweg            |
| Rispenweg (Lage)            | R204               | 0650                   | nach der gleichnamigen Pflanzengattung | 1932                | | Rispenweg                  |
| Rotkehlchenweg (Lage)       | R404               | 0175                   | nach dem gleichnamigen Singvogel | 1974                | | Rotkehlchenweg             |
| Rugenbarg (Lage)            | R356               | 0725 (im Stadtteil)    | nach einem Flurnamen | 1928                | westlich der Flurstraße in Osdorf vor 1928: Luruper Weg | Rugenbarg                  |
| Schierlingsweg (Lage)       | S152               | 0150                   | nach einer der giftigen Pflanzenarten Gefleckter Schierling oder Wasserschierling | 1951                | | Schierlingsweg             |
| Schreinerweg (Lage)         | S291               | 0385                   | nach dem gleichnamigen Holzverarbeitungsberuf | 1934                | | Schreinerweg               |
| Sommerweg (Lage)            | S491               | 0115                   | nach dem gleichnamigen Begriff für den unbefestigten Teil einer ansonsten befestigten Straße. Ging früher bis zur Langbargheide, endet heute an der Elbgaustr daher nur Hausnummern 29 bis 41 (40 bis 44). | 1932                | | Sommerweg                  |
| Spatzenwinkel (Lage)        | S529               | 0210                   | nach dem gleichnamigen Sperlingsvogel | 1935                | | Spatzenwinkel              |
| Spreestraße (Lage)          | S558               | 0590                   | Spree, Nebenfluss der Havel | 1962                | Motivgruppe: „Flüsse in Brandenburg“ | Spreestraße                |
| Sprützkamp (Lage)           | S563               | 0475                   | in Anlehnung an die Straße Sprützmoor | 1935                | | Sprützkamp                 |
| Sprützmoor (Lage)           | S564               | 1115                   | nach dort gelegenen artesischen Quellen, aus denen Wasser spritzte | 1928                | niederdeutsch sprütten = spritzen | Sprützmoor                 |
| Sprützwiese (Lage)          | S565               | 0480                   | in Anlehnung an die Straße Sprützmoor | 1935                | | Sprützwiese                |
| Stückweg (Lage)             | S764               | 0545                   | nach den Flurnamen Derteinstücken und Verteinstücken | 1929                | niederdeutsch dertein (od. dörteihn) = dreizehn, vertein (od. veerteihn) = vierzehn | Stückweg                   |
| Sudestraße (Lage)           | S782               | 0175                   | Sude, Nebenfluss der Elbe in Mecklenburg-Vorpommern und Niedersachsen | 1960                | Motivgruppe: „Flüsse in Mecklenburg-Vorpommern“ | Sudestraße                 |
| Sumpfweg (Lage)             | S811               | 0440                   | nach dem Landschaftscharakter | 1932                | Grundstücke auf der Westseite in Schenefeld. | Sumpfweg                   |
| Swatten Weg (Lage)          | S822               | 1065                   | Herkunft wird weder bei Beckershaus noch bei Hanke genannt (niederdeutsch Swatten Weg = Schwarzer Weg) | 1949                | Bis Hermann-Löns-Straße komplett in Lurup, nördlich davon nur die Grundstücke auf der östlichen Seite, ansonsten liegt die Straße in Schenefeld. | Swatten Weg                |
| Tannenberg (Lage)           | T012               | 0480                   | nach einer ortsüblichen Bezeichnung | 1928                | | Tannenberg                 |
| Trebelstraße (Lage)         | T153               | 0295                   | Trebel, Fluss in Mecklenburg-Vorpommern | 1960                | Motivgruppe: „Flüsse in Mecklenburg-Vorpommern“ | Trebelstraße               |
| Triftheide (Lage)           | T164               | 0150                   | nach einem Viehtriebweg durch die Heide | 1953                | | Triftheide                 |
| Ueckerstraße (Lage)         | U004               | 0660                   | Uecker, Fluss in Brandenburg und Mecklenburg-Vorpommern | 1962                | Motivgruppe: „Flüsse in Brandenburg“ | Ueckerstraße               |
| Veermoor (Lage)             | V015               | 0085                   | nach einer Flurbezeichnung | 1964                | | Veermoor                   |
| Vorhornweg (Lage)           | V114               | 0730 (im Stadtteil)    | nach einem Flurnamen | 1934                | östlich der Stadtteilschule Lurup in Bahrenfeld | Vorhornweg (HH-Lurup)      |
| Voßkoppel (Lage)            | V122               | 0155                   | nach einer ortsüblichen Bezeichnung | 1963                | Die Benennung geht vermutlich auf die Familie Voß zurück, die von 1756 bis 1884 Eigentümerin des Geländes war. | Voßkoppel                  |
| Waldenauer Weg (Lage)       | W476               | 0160                   | Waldenau, Ortsteil von Pinneberg | 1985                | | Waldenauer Weg             |
| Warthestraße (Lage)         | W078               | 0460                   | Warthe, Nebenfluss der Oder | 1960                | Motivgruppe: „Oder und Nebenflüsse“ | Warthestraße               |
| Weistritzstraße (Lage)      | W149               | 0235                   | Weistritz (poln. Bystrzyca), Nebenfluss der Oder | 1960                | Motivgruppe: „Oder und Nebenflüsse“ | Weistritzstraße            |
| Welsestraße (Lage)          | W161               | 0155                   | Welse, Nebenfluss der Oder | 1964                | Motivgruppe: „Oder und Nebenflüsse“ | Welsestraße                |
| Willi-Hill-Weg (Lage)       | W466               | 0165                   | Willi Hill (1899–1979), Förderer des Siedlungswesens, insbesondere in Lurup | 1981                | | Willi-Hill-Weg             |
| Wilsdorfallee (Lage)        | W298               | 0530                   | Joseph Wilsdorf (1879–1944), Vorbesitzer des Geländes | um 1928             | | Wilsdorfallee              |
| Zaunweg (Lage)              | Z003               | 0315                   | frei gewählt, vermutlich nach der Lage auf der Gemarkungsgrenze | 1932                | | Zaunweg                    |
| Ziegenpfad (Lage)           | Z023               | 0205                   | unter Bezug auf das Gelände, das früher einem Kleintierzuchtverein gehörte | 1932                | Motivgruppe: „Kleintiere“ | Ziegenpfad                 |